# Condensació de Claisen
La condensació de Claisen  és una reacció de la química orgànica que té lloc entre dos èsters o un èster i una cetona en presència d'una base forta, donant lloc a un β-cetoèster o una β-dicetona. És una reacció on es forma un enllaç senzill carboni-carboni (C-C). El seu nom és en honor del químic alemany Rainer Ludwig Claisen.

## Requisits
Almenys un dels reactius ha de ser enolizable. Això significa tenir un hidrogen en la posició α respecte al carbonil per a poder formar l'enolat. Hi ha diferents combinacions de compostos carbonílics no enolizables o enolizables que constitueixen diferents tipus de condensacions de Claisen.
La base utilitzada no ha d'interferir amb la reacció. Així doncs, tant l'alcòxid com l'èster han de derivar del mateix alcohol per evitar problemes de transesterificació.

## Mecanisme
En el primer pas, l'èster és desprotonat per la base, donant lloc a l'anió enolat, que és relativament estable a causa de la deslocalització electrònica. A continuació, el carbonil d'una altra molècula de l'èster pateix l'atac nucleòfil del carboni en α de l'enolat. S'elimina el grup alcoxi, regenerant l'alcòxid. La reacció es desplaça cap al producte final a causa de la conversió del β-cetoèster, relativament àcid (pKa≈11) en la posició contigua als dos carbonils, si enolat, que està estabilitzat per ressonància.
El pas final de la síntesi, que no apareix en el mecanisme, és el tractament amb solució aquosa àcida per neutralitzar l'enolat i obtenir el β-cetoèster (o 3-cetoèster).
| Animation zum Reaktionsmechanismus der Claisen-Kondensation |
| animació                                                    |

## Tipus
- La condensació de Claisen clàssica:

 
  1 : acetat d'etil;  2 : acetoacetat d'etil;  3 : etanol
- La condensació de Claisen mixta (o creuada), on intervenen un èster o cetona enolizable i un èster no enolizable.

 
  1 : benzoat d'etil;  2 : acetofenona;  3 : 1,3-difenilpropano-1, 3-diona;  4 : etanol
- La condensació de Dieckmann, on una molècula amb dos grups èster reacciona de manera intramolecular, formant un β-cetoéster cíclic. La formació d'anells de 5 o 6 àtoms està afavorida.

 
  1 : adipat de dietil;  2 : 2-oxociclopentanocarboxilato d'etil;  3 : etanol

### Subtipus
Aprofitant la major acidesa de les cetones respecte als èster, aquelles també donen condensacions de Claisen mixtes amb èsters enolizables:
En aquest cas la cetona es desprotona abans que l'èster. La utilització d'una base més forta que l'alcóxido sol donar millors rendiments.